# Artèria coronària dreta

Artèries coronàries.

L'artèria coronària dreta (CD) emergeix entre l'orelleta auricular dreta i l'origen de la pulmonar, s'introdueix en el solc coronari (aurículo-ventricular) dret i el recorre fins a arribar al solc interventricular posterior, en el qual s'introdueix i aleshores s'anomena artèria interventricular posterior. Pot acabar en la part inferior del solc interventricular inferior (posterior) o bé anastomosar-se amb l'artèria interventricular anterior que al seu torn és una branca de l'artèria coronària esquerra.
Es divideix en vàries branques:
- Arteria nodal sinoauricular
- Artèria descendent posterior o Artèria interventricular posterior (IVP)
- Artèria marginal dreta.

L'artèria coronària dreta irriga fonamentalment el ventricle dret i la regió inferior del ventricle esquerre.